# Heliocharis amazona
Heliocharis amazona é uma espécie de libélula da subordem Zygoptera, pertencente à pequena e rara família neotropical Dicteriadidae. Descrita por Edmond de Selys-Longchamps em 1853, é uma das duas únicas espécies do gênero Heliocharis, o único da sua família. A espécie é notável por sua coloração metálica e sua associação com ambientes de rios de águas escuras na América do Sul.

## Descrição
Heliocharis amazona é uma libélula de tamanho médio, com um comprimento corporal em torno de 40 a 50 milímetros. O macho possui um corpo predominantemente de coloração verde-metálica brilhante. O tórax apresenta finas linhas amarelas ou verde-claras. O abdômen é longo e delgado, também metálico. As asas são hialinas (transparentes), com um pterostigma (célula escura na ponta da asa) de cor marrom-avermelhada. Os apêndices anais superiores do macho são longos e em forma de pinça.
A fêmea é semelhante ao macho, mas sua coloração metálica pode ser mais bronzeada do que verde. A característica mais distintiva da fêmea é o seu ovipositor extremamente longo, que se projeta muito além da ponta do abdômen, sendo uma das maiores estruturas do tipo entre os Odonata. Este ovipositor é uma adaptação para depositar ovos em tecidos vegetais específicos.

## Distribuição e habitat
A espécie ocorre em grande parte da Bacia Amazônica e em sistemas fluviais adjacentes, com registros para o Brasil, Colômbia, Equador, Peru, Bolívia, Venezuela e as Guianas. No Brasil, sua distribuição abrange os estados da Bacia Amazônica e áreas de transição. No estado do Maranhão, a espécie foi registrada em rios e igarapés de mata ciliar na porção oeste, em áreas de transição entre o Cerrado e a Floresta Amazônica.
Seu habitat preferencial são rios e igarapés de fluxo lento e águas escuras, com fundo arenoso ou lamacento e abundante vegetação marginal, especialmente plantas com tecidos macios, como macrófitas aquáticas e raízes expostas.

## Biologia e ecologia

### Comportamento e dieta
Os adultos de Heliocharis amazona são encontrados voando lentamente entre a vegetação nas margens dos rios. Pousam com frequência em galhos, folhas e raízes, geralmente com as asas juntas sobre o corpo. São predadores e se alimentam de pequenos insetos voadores que capturam em voo.

### Reprodução
O comportamento reprodutivo é notável devido ao longo ovipositor da fêmea. Após o acasalamento, a fêmea, frequentemente acompanhada pelo macho, utiliza seu ovipositor para perfurar e inserir os ovos (oviposição endofítica) em tecidos de plantas aquáticas vivas ou em decomposição, como folhas e caules submersos. Esta estratégia protege os ovos da predação e do ressecamento.
As náiades (larvas) são aquáticas e vivem no substrato de areia e detritos no fundo dos rios. Possuem um corpo alongado e brânquias caudais para respiração. São predadoras e se alimentam de pequenos invertebrados aquáticos.

## Estado de conservação
A União Internacional para a Conservação da Natureza (IUCN) classifica Heliocharis amazona como Pouco Preocupante (LC). Esta avaliação se baseia em sua distribuição geográfica muito ampla por toda a Bacia Amazônica e pela ausência de ameaças generalizadas que impactem toda a sua área de ocorrência. No entanto, em escala local, a espécie é vulnerável à degradação de seu habitat específico, como o desmatamento de matas ciliares, a poluição de rios e a alteração de cursos d'água por mineração ou construção de barragens.